# Silent Conspiracy
Silent Conspiracy es el nombre del álbum debut de estudio grabado por la banda chilena de Extreme Groove Metal, Sobernot.Fue lanzado al mercado vía streaming el 22 de mayo del 2018. El primer sencillo publicado fue "Vermis", seguido por "Nowhere to Run". En la portada del disco se puede ver a los cuatro miembros de la agrupación como espectros controlando la mente de un paciente psiquiátrico llamado "Ferrell".

## Lista de canciones
Todas las canciones fueron escritas y compuestas por Pablo La'Ronde.
1. «Vermis»
2. «Nowhere to run»
3. «Cold Bitch»
4. «Dead Space»
5. «I Still Let You Linger»
6. «Cowards»
7. «Jump Off The Stage»
8. «Nothing at All»
9. «Ferrell's Trip»
10. «Silent Conspiracy»
11. «Let Them Starve»

## Personal
- César Vigouroux - Voz
- Pablo La'Ronde - Guitarra - Voz
- Joaquín Quezada - Bajo
- Felipe Sobarzo - Batería

### Personal adicional
- Mauricio "Maui" Olivares - Técnico de grabación
- Benjamin Lechuga - Técnico de grabación
- José Canales - Arte